# 朱巷站
朱巷站是一个淮南线上的铁路车站，位于安徽省长丰县朱巷镇，建于1934年，目前为四等站，邮政编码为231111。目前客运：办理旅客乘降；行李、包裹托运；货运：办理整车货物发到；不办理整车爆炸品及整车一级氧化剂发到。车站现已撤销。